# 마나베 아키카쓰

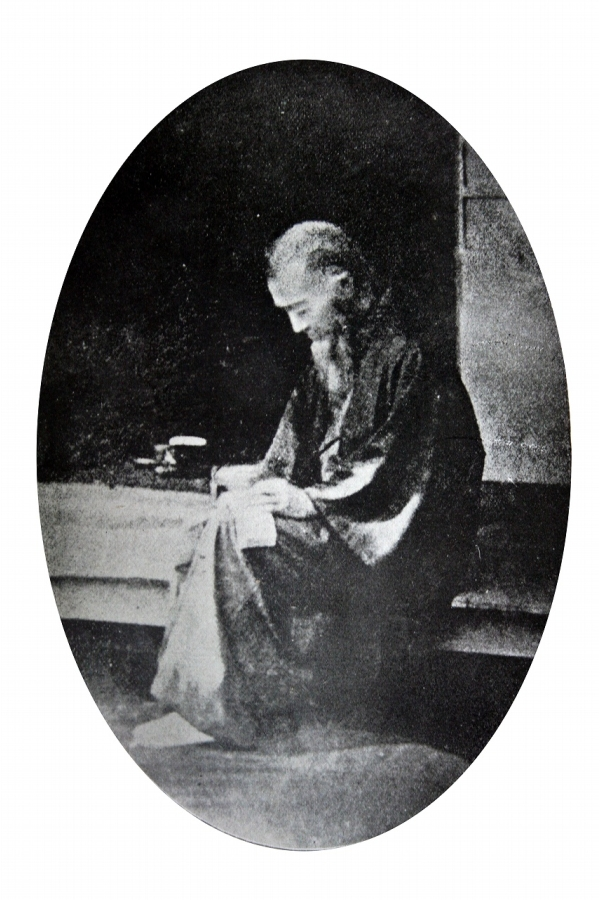
마나베 아키카쓰

마나베 아키카쓰(間部詮勝)는 에도 시대 후기부터 막말까지의 다이묘이다. 에치젠 사바에 번 제7대 번주. 마나베 가 제8대 당주. 막말에 노중수좌를 맡았다.
아명은 에쓰노신(鉞之進). 에도 사바에 번저에서 사바에 번주 마나베 아키히로의 5남으로 태어났다.
| 전임 마나베 아키사네 | 제7대 사바에 번 번주 (마나베 가문) 1814년 ~ 1862년 | 후임 마나베 아키자네 |

| 전임 홋타 마사히로 | 제60대 오사카 조다이 1837년 ~ 1838년 | 후임 이노우에 마사하루 |

| 전임 도이 도시쓰라 | 제46대 교토 쇼시다이 1838년 ~ 1840년 | 후임 마키노 다다마사 |